# أندريا روبيو
أندريا فالنتينا روبيو أرماس، ولدت في 27 نوفمبر 1998 في كاراكاس، هي عارض وملكة جمال من فنزويلا. فازت بلقب ملكة جمال الأمم 2023.

## روابط خارجية
- www.miss-international.org
- أندريا روبيو على إنستغرام